# مالكوم سانت كلير
مالكوم سانت كلير (بالإنجليزية: Malcolm St. Clair)‏ هو كاتب سيناريو ومخرج وممثل أمريكي، ولد في 17 مايو 1897 بلوس أنجلوس في الولايات المتحدة، وتوفي في 1 يونيو 1952 في الولايات المتحدة.

## أعمال

### أفلام
- (1921) كبش الفداء
- (1922) الحداد

## وصلات خارجية
- مالكوم سانت كلير على موقع IMDb (الإنجليزية)
- مالكوم سانت كلير على موقع أول موفي (الإنجليزية)
- مالكوم سانت كلير على موقع قاعدة بيانات الأفلام السويدية (السويدية)
- مالكوم سانت كلير على موقع قاعدة بيانات الفيلم (الإنجليزية)
- مالكوم سانت كلير على موقع كينوبويسك (الروسية)